# Ecuaciones termodinámicas
Para obtener una tabla de referencia rápida de estas ecuaciones, consulte: Tabla de ecuaciones termodinámicas
La termodinámica se expresa mediante un marco matemático de ecuaciones termodinámicas que relacionan varias cantidades termodinámicas y propiedades físicas medidas en un laboratorio o proceso de producción. La termodinámica se basa en un conjunto fundamental de postulados, que se convirtieron en las leyes de la termodinámica.

## Introducción
Una de las ecuaciones termodinámicas fundamentales es la descripción del trabajo termodinámico en analogía con el trabajo mecánico, o el peso elevado a través de una elevación contra la gravedad, como lo definió el físico francés Sadi Carnot en 1824. Carnot usó la frase fuerza motriz para el trabajo. En las notas a pie de página de su famoso En la fuerza motriz del fuego, afirma: “Aquí usamos la expresión fuerza motriz para expresar el efecto útil que un motor es capaz de producir. Este efecto siempre se puede comparar con la elevación de un peso a una cierta altura. Tiene, como sabemos, como una medida, el producto del peso multiplicado por la altura a la que se eleva ". Con la inclusión de una unidad de tiempo en la definición de Carnot, se llega a la definición moderna de poder:
{\displaystyle p={\frac {W}{t}}={\frac {(mg)h}{t}}\ }
Durante la segunda mitad del siglo XIX, físicos como Rudolf Clausius, Peter Guthrie Tait y Willard Gibbs trabajaron para desarrollar el concepto de sistema termodinámico y las leyes energéticas correlativas que gobiernan sus procesos asociados. El estado de equilibrio de un sistema termodinámico se describe especificando su "estado". El estado de un sistema termodinámico se especifica mediante una cantidad de grandes medidas, las más familiares de las cuales son el volumen, la energía interna y la cantidad de cada partícula constituyente (números de partículas). Los parámetros extensivos son propiedades de todo el sistema, en contraste con los parámetros intensivos que se pueden definir en un solo punto, como la temperatura y la presión. Los parámetros extensivos (excepto la entropía) generalmente se conservan de alguna manera siempre que el sistema esté "aislado" ante cambios en ese parámetro desde el exterior. La verdad de esta afirmación para el volumen es trivial, para las partículas se podría decir que el número total de partículas de cada elemento atómico se conserva. En el caso de la energía, la declaración de la conservación de la energía se conoce como la primera ley de la termodinámica.
Un sistema termodinámico está en equilibrio cuando ya no está cambiando en el tiempo. Esto puede suceder en muy poco tiempo, o puede ocurrir con la lentitud de los glaciares. Un sistema termodinámico puede estar compuesto por muchos subsistemas que pueden o no estar "aislados" entre sí con respecto a las diversas cantidades extensivas. Si tenemos un sistema termodinámico en equilibrio en el que relajamos algunas de sus restricciones, se moverá a un nuevo estado de equilibrio. Los parámetros termodinámicos ahora se pueden considerar como variables y el estado se puede considerar como un punto particular en un espacio de parámetros termodinámicos. El cambio en el estado del sistema puede verse como una ruta en este espacio de estado. Este cambio se llama proceso termodinámico. Las ecuaciones termodinámicas ahora se utilizan para expresar las relaciones entre los parámetros de estado en estos diferentes estados de equilibrio..
El concepto que gobierna el camino que un sistema termodinámico traza en el espacio de estados a medida que pasa de un estado de equilibrio a otro es el de la entropía. La entropía se ve primero como una función extensa de todos los parámetros termodinámicos extensos. Si tenemos un sistema termodinámico en equilibrio, y liberamos algunas de las restricciones extensivas en el sistema, hay muchos estados de equilibrio a los que podría ir de acuerdo con la conservación de energía, volumen, etc. La segunda ley de la termodinámica especifica que El estado de equilibrio al que se mueve es, de hecho, el de mayor entropía. Una vez que conozcamos la entropía en función de las extensas variables del sistema, podremos predecir el estado de equilibrio final.

## Notación
Algunas de las cantidades termodinámicas más comunes son:
Los pares de variables conjugadas son las variables de estado fundamentales utilizadas para formular las funciones termodinámicas.
| p Presión           | V Volumen             |
| T Temperatura       | S Entropía            |
| μ potencial químico | N número de partícula |
Los potenciales termodinámicos más importantes son las siguientes funciones:
| U energía interna | F energía libre de Helmholtz | H entalpía | G energía libre de Gibbs |
Los sistemas termodinámicos suelen verse afectados por los siguientes tipos de interacciones del sistema. Los tipos en consideración se utilizan para clasificar los sistemas como sistemas abiertos, sistemas cerrados y sistemas aislados.
| δw cantidad infinitesimal de Trabajo mecánico (W) |
| δq cantidad infinitesimal Calor (Q)               |
| m masa                                            |
Las propiedades comunes del material determinadas a partir de las funciones termodinámicas son las siguientes:
| ρ                          | Densidad se define como masa de material por unidad de volumen |
| CV                         | Capacidad calorífica a volumen constante                       |
| Cp                         | Capacidad calorífica a presión constante                       |
| {\displaystyle \beta _{T}} | Isotérmica compresibilidad                                     |
| {\displaystyle \beta _{S}} | Adiabática compresibilidad                                     |
| {\displaystyle \alpha }    | Coeficiente de expansión térmica                               |
Las siguientes constantes son constantes que ocurren en muchas relaciones debido a la aplicación de un sistema estándar de unidades.
| k B constante de Boltzmann | R Constante de gas ideal | N A Avogadro constante |

## Leyes de la termodinámica
El comportamiento de un sistema termodinámico se resume en las leyes de la termodinámica, que son concisas:
- Principio cero de la termodinámica
Si A, B, C son sistemas termodinámicos tales que A está en equilibrio térmico con B y B está en equilibrio térmico con C, entonces A está en equilibrio térmico con C.

La ley cero es importante en termometría, porque implica la existencia de escalas de temperatura. En la práctica, C es un termómetro, y la ley cero dice que los sistemas que están en equilibrio termodinámico entre sí tienen la misma temperatura. La ley fue en realidad la última de las leyes que se formularon.
- Primer principio de la termodinámica
{\displaystyle dU=\delta Q-\delta W\,} donde {\displaystyle dU\,}es el incremento infinitesimal en la energía interna del sistema., {\displaystyle \delta Q\,} es el flujo de calor infinitesimal en el sistema, y {\displaystyle \delta W\,}es el trabajo infinitesimal realizado por el sistema.

La primera ley es la ley de conservación de la energía. El símbolo {\displaystyle \delta } en lugar del llano d, se originó en el trabajo del matemático alemán Carl Gottfried Neumann y se usa para denotar un diferencial inexacto e indicar que Q y W son dependientes de la trayectoria (es decir, no son estado funciones). En algunos campos, como la química física, el trabajo positivo se considera convencionalmente trabajo realizado en el sistema en lugar de hacerlo por el sistema, y la ley se expresa como {\displaystyle dU=\delta Q+\delta W}.
- Segundo principio de la termodinámica
La entropía de un sistema aislado nunca disminuye: {\displaystyle dS\geq 0} para un sistema aislado.

Un concepto relacionado con la segunda ley que es importante en termodinámica es el de la reversibilidad. Se dice que un proceso dentro de un sistema aislado dado es reversible si durante el proceso la entropía nunca aumenta (es decir, la entropía permanece sin cambios).
- Tercer principio de la termodinámica
{\displaystyle \,S=0} cuando {\displaystyle \,T=0}

La tercera ley de la termodinámica establece que en el cero absoluto de la temperatura, la entropía es cero para una estructura cristalina perfecta.
- Relaciones recíprocas de Onsager - a veces llamadas la Cuarta ley de la termodinámica
{\displaystyle \mathbf {J} _{u}=L_{uu}\,\nabla (1/T)-L_{ur}\,\nabla (m/T)\!}
{\displaystyle \mathbf {J} _{r}=L_{ru}\,\nabla (1/T)-L_{rr}\,\nabla (m/T)\!}

La cuarta ley de la termodinámica aún no es una ley acordada (existen muchas variaciones supuestas); históricamente, sin embargo, las relaciones recíprocas de Onsager se han referido con frecuencia como la cuarta ley.

## La ecuación fundamental
La primera y la segunda ley de la termodinámica son las ecuaciones más fundamentales de la termodinámica. Pueden combinarse en lo que se conoce como relación termodinámica fundamental que describe todos los cambios de las funciones de estado termodinámico de un sistema de temperatura y presión uniformes. (Schmidt-Rohr, 2014) Como ejemplo simple, considere un sistema compuesto por una cantidad de k diferentes tipos de partículas y tiene el volumen como su única variable externa. La relación termodinámica fundamental puede entonces expresarse en términos de la energía interna como:
{\displaystyle dU=TdS-pdV+\sum _{i=1}^{k}\mu _{i}dN_{i}}
Se deben señalar algunos aspectos importantes de esta ecuación: (Alberty, 2001), (Balian, 2003), (Callen, 1985)
- El espacio termodinámico tiene k+2 dimensiones.
- Las cantidades diferenciales (U, S, V, Ni) son todas cantidades extensas. Los coeficientes de las cantidades diferenciales son cantidades intensivas (temperatura, presión, potencial químico). Cada par en la ecuación se conoce como un par conjugado con respecto a la energía interna. Las variables intensivas pueden verse como una "fuerza" generalizada. Un desequilibrio en la variable intensiva causará un "flujo" de la variable extensa en una dirección para contrarrestar el desequilibrio.
- La ecuación puede verse como un caso particular de la regla de la cadena. En otras palabras:

{\displaystyle dU=\left({\frac {\partial U}{\partial S}}\right)_{V,\{N_{i}\}}dS+\left({\frac {\partial U}{\partial V}}\right)_{S,\{N_{i}\}}dV+\sum _{i}\left({\frac {\partial U}{\partial N_{i}}}\right)_{S,V,\{N_{j\neq i}\}}dN_{i}}
a partir de la cual se pueden realizar las siguientes identificaciones:
{\displaystyle \left({\frac {\partial U}{\partial S}}\right)_{V,\{N_{i}\}}=T}
{\displaystyle \left({\frac {\partial U}{\partial V}}\right)_{S,\{N_{i}\}}=-p}
{\displaystyle \left({\frac {\partial U}{\partial N_{i}}}\right)_{S,V,\{N_{j\neq i}\}}=\mu _{i}}
Estas ecuaciones se conocen como "ecuaciones de estado" con respecto a la energía interna. (Nota: la relación entre la presión, el volumen, la temperatura y el número de partículas que comúnmente se llama "la ecuación de estado" es solo una de las muchas posibles ecuaciones de estado). Si conocemos todos los k+2 de las ecuaciones de estado anteriores, Podemos reconstituir la ecuación fundamental y recuperar todas las propiedades termodinámicas del sistema.
- La ecuación fundamental se puede resolver para cualquier otro diferencial y se pueden encontrar expresiones similares. Por ejemplo, podemos resolver para {\displaystyle dS} y encontrar que

{\displaystyle \left({\frac {\partial S}{\partial V}}\right)_{U,\{N_{i}\}}={\frac {p}{T}}}

## Potenciales termodinámicos
Por el principio de energía mínima, la segunda ley se puede reafirmar diciendo que para una entropía fija, cuando las restricciones en el sistema se relajan, la energía interna asume un valor mínimo. Esto requerirá que el sistema esté conectado a su entorno, ya que de lo contrario la energía permanecería constante.
Por el principio de energía mínima, hay una serie de otras funciones de estado que pueden definirse que tienen las dimensiones de energía y que se minimizan de acuerdo con la segunda ley bajo ciertas condiciones distintas de la entropía constante. Estos se llaman potenciales termodinámicos. Para cada uno de estos potenciales, la ecuación fundamental relevante resulta del mismo principio de la Segunda Ley que da lugar a la minimización de la energía en condiciones restringidas: que la entropía total del sistema y su entorno se maximiza en equilibrio. Los parámetros intensivos dan a los derivados de la entropía del entorno con respecto a las propiedades extensivas del sistema.
Los cuatro potenciales termodinámicos más comunes son:
| Nombre                             | Símbolo                                                   | Fórmula                                                                           | Variables naturales              |
| ---------------------------------- | --------------------------------------------------------- | --------------------------------------------------------------------------------- | -------------------------------- |
| Energía Interna                    | {\displaystyle U}                                         | {\displaystyle \int (T{\text{d}}S-p{\text{d}}V+\sum _{i}\mu _{i}{\text{d}}n_{i})} | {\displaystyle S,V,\{n_{i}\}}    |
| Energía libre de Helmholtz         | {\displaystyle F}                                         | {\displaystyle U-TS}                                                              | {\displaystyle T,V,\{n_{i}\}}    |
| Entalpía                           | {\displaystyle H}                                         | {\displaystyle U+pV}                                                              | {\displaystyle S,p,\{n_{i}\}}    |
| Energía libre de Gibbs             | {\displaystyle G}                                         | {\displaystyle U+pV-TS}                                                           | {\displaystyle T,p,\{n_{i}\}}    |
| Landau Potential (Grand potential) | {\displaystyle \Omega }, {\displaystyle \Phi _{\text{G}}} | {\displaystyle U-TS-}{\displaystyle \sum _{i}\,}{\displaystyle \mu _{i}n_{i}}     | {\displaystyle T,V,\{\mu _{i}\}} |

Después de cada potencial se muestra sus "variables naturales". Estas variables son importantes porque si el potencial termodinámico se expresa en términos de sus variables naturales, contendrá todas las relaciones termodinámicas necesarias para derivar cualquier otra relación. En otras palabras, también será una ecuación fundamental. Para los cuatro potenciales anteriores, las ecuaciones fundamentales se expresan como:
{\displaystyle dU\left(S,V,{n_{i}}\right)=TdS-pdV+\sum _{i}\mu _{i}dn_{i}}
{\displaystyle dH\left(S,p,n_{i}\right)=TdS+Vdp+\sum _{i}\mu _{i}dn_{i}}
{\displaystyle dF\left(T,V,n_{i}\right)=-SdT-pdV+\sum _{i}\mu _{i}dn_{i}}
{\displaystyle dG\left(T,p,n_{i}\right)=-SdT+Vdp+\sum _{i}\mu _{i}dn_{i}}
El cuadrado termodinámico se puede utilizar como una herramienta para recordar y derivar estos potenciales.

## Ecuaciones de primer orden
- Sistema general
- Sistemas particulares
Al igual que con la versión de energía interna de la ecuación fundamental, la regla de la cadena se puede usar en las ecuaciones anteriores para encontrar k+2 ecuaciones de estado con respecto al potencial particular. Si Φ es un potencial termodinámico, entonces la ecuación fundamental se puede expresar como:
{\displaystyle d\Phi =\sum _{i}{\frac {\partial \Phi }{\partial X_{i}}}dX_{i}}
donde {\displaystyle X_{i}} son las variables naturales del potencial. Si {\displaystyle \gamma _{i}}está conjugado con {\displaystyle X_{i}}entonces tenemos las ecuaciones de estado para ese potencial, una para cada conjunto de variables conjugadas.
{\displaystyle \gamma _{i}={\frac {\partial \Phi }{\partial X_{i}}}}
Solo una ecuación de estado no será suficiente para reconstituir la ecuación fundamental. Todas las ecuaciones de estado serán necesarias para caracterizar completamente el sistema termodinámico. Tenga en cuenta que lo que comúnmente se llama "la ecuación de estado" es simplemente la ecuación "mecánica" de estado que involucra el potencial de Helmholtz y el volumen:
{\displaystyle \left({\frac {\partial F}{\partial V}}\right)_{T,\{n_{i}\}}=-p}
Para un gas ideal, esto se convierte en el familiar PV=NkBT.

### Integrales de Euler
Debido a que todas las variables naturales de la energía interna U son cantidades extensas, se desprende del teorema de la función homogénea de Euler que
{\displaystyle U=TS-pV+\sum _{i}\mu _{i}n_{i}\,}
Sustituyendo en las expresiones los otros potenciales principales, tenemos las siguientes expresiones para los potenciales termodinámicos:
{\displaystyle F=-pV+\sum _{i}\mu _{i}n_{i}\,}
{\displaystyle H=TS+\sum _{i}\mu _{i}n_{i}\,}
{\displaystyle G=\sum _{i}\mu _{i}n_{i}\,}
Tenga en cuenta que las integrales de Euler a veces también se conocen como ecuaciones fundamentales.

### Relación de Gibbs-Duhem
Al diferenciar la ecuación de Euler para la energía interna y combinarla con la ecuación fundamental para la energía interna, se deduce que:
{\displaystyle 0=SdT-Vdp+\sum _{i}n_{i}d\mu _{i}\,}
que se conoce como la relación de Gibbs-Duhem. Gibbs-Duhem es una relación entre los parámetros intensivos del sistema. De ello se deduce que para un sistema simple con r componentes, habrá r+1 parámetros independientes, o grados de libertad. Por ejemplo, un sistema simple con un solo componente tendrá dos grados de libertad, y puede ser especificado por solo dos parámetros, como presión y volumen, por ejemplo. La ley lleva el nombre deWillard Gibbs y Pierre Duhem.

## Ecuaciones de segundo orden
Hay muchas relaciones que siguen matemáticamente de las ecuaciones básicas anteriores. Muchas ecuaciones se expresan como segundas derivadas de los potenciales termodinámicos (ecuaciones de Bridgman).

### Relaciones de Maxwell
Las relaciones de Maxwell son igualdades que involucran las segundas derivadas de potenciales termodinámicos con respecto a sus variables naturales. Siguen directamente del hecho de que el orden de diferenciación no importa cuando se toma la segunda derivada. Las cuatro relaciones de Maxwell más comunes son:
| {\displaystyle ~\left({\partial T \over \partial V}\right)_{S,n}=-\left({\partial p \over \partial S}\right)_{V,n}~} |  | {\displaystyle ~\left({\partial T \over \partial p}\right)_{S,n}=\left({\partial V \over \partial S}\right)_{p,n}~} |
| {\displaystyle ~\left({\partial T \over \partial V}\right)_{p,n}=-\left({\partial p \over \partial S}\right)_{T,n}~} |  | {\displaystyle ~\left({\partial T \over \partial p}\right)_{V,n}=\left({\partial V \over \partial S}\right)_{T,n}~} |
El cuadrado termodinámico se puede utilizar como una herramienta para recordar y derivar estas relaciones.

### Propiedades materiales
Las segundas derivadas de los potenciales termodinámicos generalmente describen la respuesta del sistema a pequeños cambios. El número de segundas derivadas que son independientes entre sí es relativamente pequeño, lo que significa que la mayoría de las propiedades materiales se pueden describir en términos de unas pocas propiedades "estándar". Para el caso de un sistema de un solo componente, hay tres propiedades generalmente consideradas "estándar" de las que se pueden derivar todas las demás:
- Compresibilidad a temperatura constante o entropía constante.

{\displaystyle ~\beta _{T{\text{ or }}S}=-{1 \over V}\left({\partial V \over \partial p}\right)_{T,N{\text{ or }}S,N}}
- Capacidad de calor a presión constante o volumen constante.

{\displaystyle ~C_{p{\text{ or }}V}={\frac {T}{N}}\left({\partial S \over \partial T}\right)_{p{\text{ or }}V}~}
- Coeficiente de dilatación térmica

{\displaystyle \alpha _{p}={\frac {1}{V}}\left({\frac {\partial V}{\partial T}}\right)_{p}}
Estas propiedades se consideran las tres posibles segundas derivadas de la energía libre de Gibbs con respecto a la temperatura y la presión.

## Relaciones de las propiedades termodinámicas
Las propiedades tales como la presión, el volumen, la temperatura y la masa se miden fácilmente. Otras propiedades se miden a través de relaciones simples, como la densidad, el volumen específico, el peso específico. Las propiedades como la energía interna, la entropía, la entalpía y la transferencia de calor no se miden o determinan tan fácilmente a través de relaciones simples. Por lo tanto, utilizamos relaciones más complejas como las relaciones de Maxwell, la ecuación de Clapeyron y la relación de Mayer.
Las relaciones de Maxwell en termodinámica son críticas porque proporcionan un medio para medir el cambio en las propiedades de la presión, la temperatura y el volumen específico, para determinar un cambio en la entropía. La entropía no se puede medir directamente. El cambio en la entropía con respecto a la presión a una temperatura constante es el mismo que el cambio negativo en el volumen específico con respecto a la temperatura a una presión constante, para un sistema compresible simple. Las relaciones de Maxwell en termodinámica se utilizan a menudo para derivar relaciones termodinámicas.
La ecuación de Clapeyron nos permite usar la presión, la temperatura y el volumen específico para determinar un cambio de entalpía que está conectado a un cambio de fase. Es importante para cualquier proceso de cambio de fase que ocurra a una presión y temperatura constantes. Una de las relaciones que resolvió es la entalpía de vaporización a una temperatura proporcionada al medir la pendiente de una curva de saturación en un gráfico de presión frente a temperatura. También nos permite determinar el volumen específico de un vapor saturado y líquido a la temperatura proporcionada. En la siguiente ecuación, {\displaystyle L} representa el calor latente específico, {\displaystyle T} representa la temperatura y {\displaystyle \Delta v}representa el cambio en el volumen específico.
{\displaystyle {\frac {\mathrm {d} P}{\mathrm {d} T}}={\frac {L}{T\Delta v}}}
La relación de Mayer establece que la capacidad calorífica específica de un gas a volumen constante es ligeramente menor que a presión constante. Esta relación se construyó sobre la base de que se debe suministrar energía para elevar la temperatura del gas y para que el gas funcione en un caso de cambio de volumen. Según esta relación, la diferencia entre las capacidades de calor específicas es la misma que la constante de gas universal. Esta relación está representada por la diferencia entre Cp y Cv:
{\displaystyle C_{p}-C_{v}=R}